# Palazzo Valle
Der Palazzo Valle ist ein Adelspalast aus der Zeit des Spätbarocks in der sizilianischen Stadt Catania.

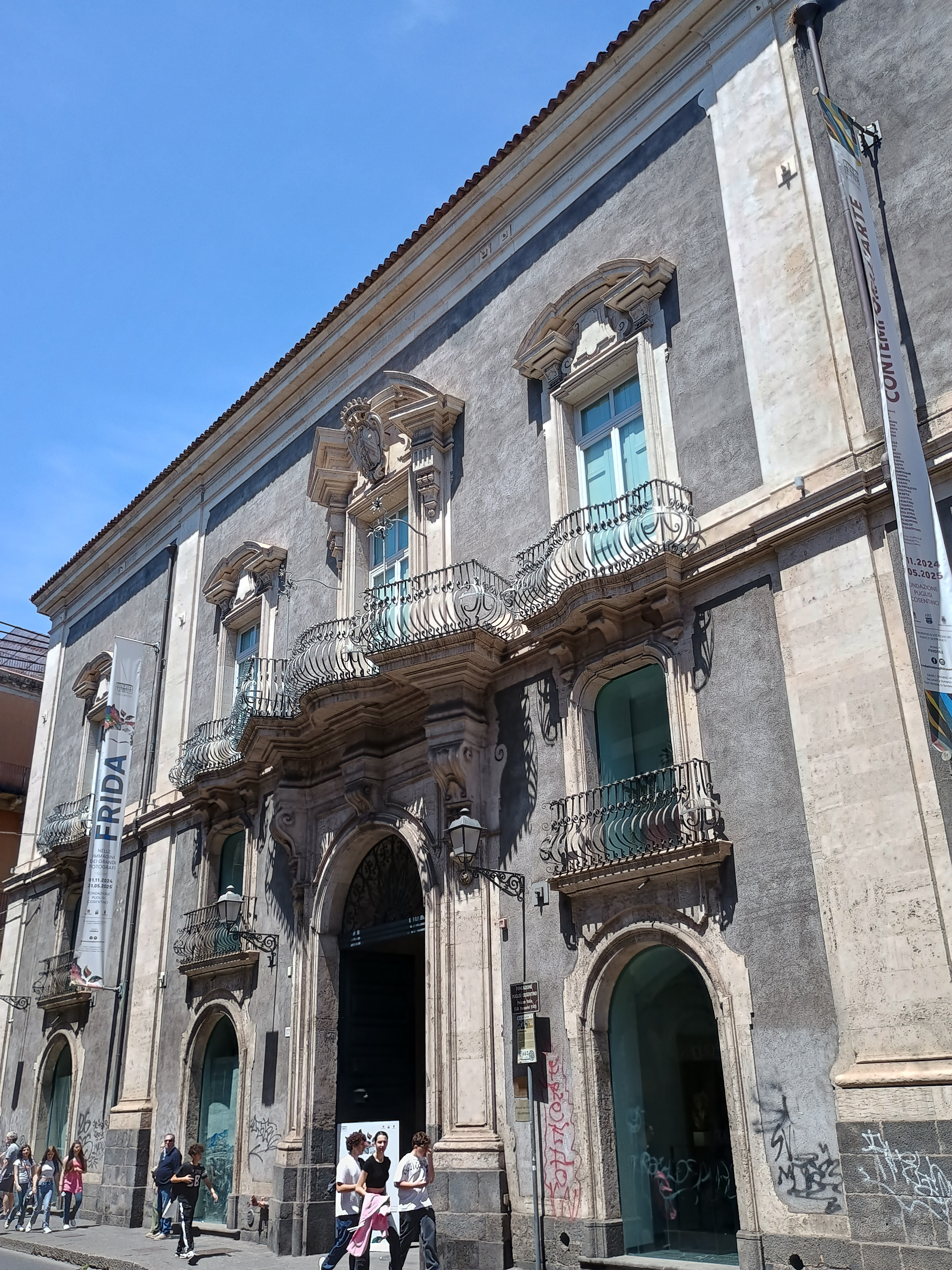
Fassade

## Geschichte
Der Palazzo Valle wurde von Giovanni Battista Vaccarini entworfen. Die Fassade zeichnet sich durch das stark betonte Portal aus. Es wird durch kräftige, an den Seiten schräggestellte Konsolen hervorgehoben und von einem Balkon gekrönt. Der Mittelteil des Balkons springt in einer harmonisch ausgewogenen Kurve vor und setzt sich nach beiden Seiten in schrägen Geraden fort, die ein Stück über die Konsolen hinausgehen.
Das diesem Unterbau entsprechende dreigeteilte, schmiedeeiserne Balkongitter wäre im lebhaften Spiel seiner Kurve in der zeitgenössischen Architektur Roms undenkbar gewesen. Sein Bewegungsrhythmus setzt sich in der Giebelbekrönung der Mittelpartie der Fassade und in den kleinen Balkonen entlang der Fassade fort. Schmiedeeiserne Balkongitter dieses Typs waren in der sizilianischen Profanarchitektur des 18. Jahrhunderts sehr beliebt und finden sich überall auf der Insel.
Francesco Fichera schreibt in seinem Werk  Giovanni Battista Vaccarini:  „Der Palazzo Valle ist der Prototyp der catanesischen Adelspaläste“.